# Йорданія на літніх Олімпійських іграх 1992
Йорданія брала участь у Літніх Олімпійських іграх 1992 року у Барселоні (Іспанія) учетверте за свою історію, але не завоювала жодної медалі. Збірну країни представляла 1 жінка.